# Boris Ljevar
Boris Ljevar, född 30 januari 1988, är en svensk fotbollsspelare som spelar för Syrianska Eskilstuna IF.

## Karriär
Ljevars moderklubb är Hallstahammars SK. Därefter gick han till Västerås SK. Ljevar debuterade i Superettan under säsongen 2005. Under våren 2007 var han utlånad till division 2-klubben Västerås IK.
I juni 2008 värvades Ljevar av Syrianska IF Kerburan, där han skrev på ett 3,5-årskontrakt. I augusti 2012 återvände Ljevar till Västerås SK. Efter säsongen 2019 lämnade han klubben. I januari 2020 värvades Ljevar av Assyriska FF.. Under 2021 började Ljevar spela för Syrianska Eskilstuna IF i division 3.